# Liste der Bodendenkmäler in Röckingen
Auf dieser Seite sind die Bodendenkmäler in der mittelfränkischen Gemeinde Röckingen zusammengestellt. Diese Tabelle ist eine Teilliste der Liste der Bodendenkmäler in Bayern. Grundlage ist die Bayerische Denkmalliste, die auf Basis des Bayerischen Denkmalschutzgesetzes vom 1. Oktober 1973 erstmals erstellt wurde und seither durch das Bayerische Landesamt für Denkmalpflege geführt wird. Die folgenden Angaben ersetzen nicht die rechtsverbindliche Auskunft der Denkmalschutzbehörde.

## Bodendenkmäler der Gemeinde Röckingen

### Bodendenkmäler in der Gemarkung Lentersheim
| Lage                   | Objekt                       | Akten-Nr.     | Bild |
| ---------------------- | ---------------------------- | ------------- | ---- |
| Lentersheim (Standort) | Burgstall des Mittelalters.  | D-5-6929-0115 |      |
| Lentersheim (Standort) | Grabhügel der Hallstattzeit. | D-5-6929-0133 |      |

### Bodendenkmäler in der Gemarkung Röckingen
| Lage                 | Objekt | Akten-Nr.     | Bild |
| -------------------- | --- | ------------- | ---- |
| Röckingen (Standort) | Siedlung der Urnenfelderzeit.                                                                                         | D-5-6929-0097 |      |
| Röckingen (Standort) | Frühmittelalterliches Reihengräberfeld.                                                                               | D-5-6929-0098 |      |
| Röckingen (Standort) | Mittelalterliche Wüstung Hardthof.                                                                                    | D-5-6929-0099 |      |
| Röckingen (Standort) | Freilandstation des Mesolithikums, Siedlung des Neolithikums und der Urnenfelderzeit.                                 | D-5-6929-0101 |      |
| Röckingen (Standort) | Grabhügel vorgeschichtlicher Zeitstellung.                                                                            | D-5-6929-0102 |      |
| Röckingen (Standort) | Mittelalterlicher Turmhügel, frühneuzeitliche Befunde im Bereich des ehemaligen Schlosses.                            | D-5-6929-0107 |      |
| Röckingen (Standort) | Siedlung vorgeschichtlicher Zeitstellung.                                                                             | D-5-6929-0109 |      |
| Röckingen (Standort) | Siedlung vor- und frühgeschichtlicher Zeitstellung.                                                                   | D-5-6929-0178 |      |
| Röckingen (Standort) | Mittelalterliche und frühneuzeitliche Befunde im Bereich der Evangelisch-Lutherischen Pfarrkirche (Laurentiuskirche). | D-5-6929-0216 |      |